# JOSD1
JOSD1 (англ. Josephin domain containing 1) – білок, який кодується однойменним геном, розташованим у людей на довгому плечі 22-ї хромосоми. Довжина поліпептидного ланцюга білка становить 202 амінокислот, а молекулярна маса — 23 198.
| 10         |  | 20         |  | 30         |  | 40         |  | 50         |
| ---------- |  | ---------- |  | ---------- |  | ---------- |  | ---------- |
| MSCVPWKGDK |  | AKSESLELPQ |  | AAPPQIYHEK |  | QRRELCALHA |  | LNNVFQDSNA |
| FTRDTLQEIF |  | QRLSPNTMVT |  | PHKKSMLGNG |  | NYDVNVIMAA |  | LQTKGYEAVW |
| WDKRRDVGVI |  | ALTNVMGFIM |  | NLPSSLCWGP |  | LKLPLKRQHW |  | ICVREVGGAY |
| YNLDSKLKMP |  | EWIGGESELR |  | KFLKHHLRGK |  | NCELLLVVPE |  | EVEAHQSWRT |
| DV         |  |            |  |            |  |            |  |            |

A: Аланін

C: Цистеїн

D: Аспарагінова кислота

E: Глутамінова кислота

F: Фенілаланін

G: Гліцин

H: Гістидин

I: Ізолейцин

K: Лізин

L: Лейцин

M: Метіонін

N: Аспарагін

P: Пролін

Q: Глутамін

R: Аргінін

S: Серин

T: Треонін

V: Валін

W: Триптофан

Кодований геном білок за функціями належить до гідролаз, протеаз, фосфопротеїнів. 
Задіяний у такому біологічному процесі, як убіквітинування білків. 
Локалізований у клітинній мембрані, цитоплазмі, мембрані.